# 科默斯 (密西西比州)
科默斯（英語：Commerce）是位於美國密西西比州蒂尼卡縣的鬼鎮。

## 歷史
科默斯的郵局於1839年設立，其後於1922年停運。

## 地理
科默斯所處的海拔為高於海平面61米（即200英呎），而該地所採用的時區為UTC-6，即北美中部時區（CST）。同時該地設有夏令時間，為UTC-6調快一小時，即UTC-5（CDT）。